# 百発百中
『百発百中』（ひゃっぱつひゃくちゅう、ドイツ語: Freikugeln）作品326は、ヨハン・シュトラウス2世が作曲したポルカ・シュネル。
原題の「Freikugeln」は魔法の弾丸の意味で、原題とウェーバーの『魔弾の射手』にちなんで、以前は『魔弾のポルカ』と邦訳されていた。

## 概要
1868年に、当時ウィーンで開催されていた「第3回ドイツ連邦射撃競技会」のために作曲された。初演は同年7月27日にプラーター公園の祝祭ホールにて行われた。
ヨハン2世、ヨーゼフ、エドゥアルトの3兄弟の共作である『射撃のカドリーユ』と同じく祝典曲として作曲されたもので、このポルカが初演された3日後に新聞にピアノ譜が掲載されるなど好評を博している。
アドルフ・ミュラー2世のオペレッタ『ウィーン気質』にも用いられている。

## 関連作品
- オペラ『魔弾の射手』
- 射撃のカドリーユ（3人の共作）